# 霍穆托夫卡 (库尔斯克州)
霍穆托夫卡（羅馬化：Khomutovka）是俄罗斯库尔斯克州的市级镇、霍穆托夫卡区行政中心，地处库尔斯克州西部，在州府库尔斯克西北方，靠近该州与布良斯克州的州界。一条小河哈图沙河（Хатуша）流经该地。
1967年设市级镇。该地2021年人口有3,407人；2010年人口4,230；2002年人口5,050；1989年人口5,578。